# Лейостила горбата
Лейостила горбата (Leiostyla gibba) — вид наземних черевоногих молюсків з родини Lauriidae.

## Поширення
Ендемік Мадейри. Два відомих живих зразки зібраний у 1878 році на узбережжі села Санта-Лузія у муніципалітеті Фуншал. Цей молюск виявлений у листовій підстилці на уступах скель. З цього часу живих молюсків ніхто не бачив. Численні скам'яннілі рештки виду знайдені у четвертинних відкладеннях.